# Santuario dello Spirito Santo (Torre Annunziata)
Il santuario dello Spirito Santo, anche conosciuto come chiesa del Carmine,, è un edificio di culto di Torre Annunziata, situato nel quartiere Terravecchia, eretto nel XVIII secolo. È sede parrocchiale e fa parte del 13º decanato dell'Arcidiocesi di Napoli. È sorretta in de jure patronatus fin dalla sua fondazione.

Lateralmente ingloba l'Arciconfraternita dei Santi Agostino e Monica e la Reale Confraternita del Santissimo Sacramento, in essa sono conservate le spoglie di San Felicio martire e del Servo di Dio Giuseppe Ottone.

È una delle chiese più grandi della città, la cui mole e la sua cupola sono la principale caratteristica architettonica del panorama cittadino, perfettamente visibile per chi la osserva dal mare, mentre dal sagrato a risaltare è l'imponente facciata.

## Storia

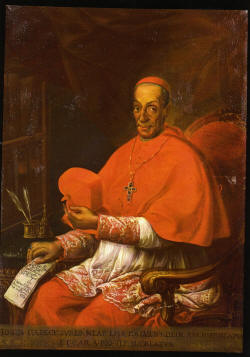
Il cardinale Zurlo che posò la prima pietra del Santuario

Verso la fine del XVIII secolo, in seguito all'aumento demografico del quartiere Terravecchia, all'epoca facente parte dell'Universitas di Boscotrecase, la popolazione sentì la necessità di far erigere una nuova chiesa, in quanto l'unico tempio ivi presente, la Chiesa dell'Immacolata Concezione eretta oltre un secolo prima, non era più sufficiente a ricevere tutti i fedeli.

Il luogo scelto per la costruzione, fu una zona a ridosso della Strada Regia delle Calabrie, fu necessario abbattere la vecchia cappella dell'Arciconfraternita dei Santi Agostino e Monica, ricostruita lateralmente, e parte di una cappella dedicata alla Madonna del Carmine risalente al 1603. Il 2 aprile 1787, l'Arcivescovo di Napoli Cardinale Giuseppe Maria Capece Zurlo, posò la prima pietra.

I lavori iniziati con fervore, su progetto dell'architetto napoletano Vincenzo Lamberti, subirono varie sospensioni sia durante i moti della Repubblica Partenopea, sia durante l'occupazione francese del Regno di Napoli. Ripresero durante il regno di Gioacchino Murat, Re che diede un notevole sviluppo a Torre dell'Annunciata, tra cui l'annessione del quartiere Terravecchia, distaccato da Boscotrecase con decreto del 19 febbraio 1810, e città ridenominata Gioacchinopoli, per ritornare ad essere Torre Annunziata nel 1815 con l'avvento dei Borboni.
La chiesa quindi, pur rimanendo nella curia napoletana, dipendeva amministrativamente dal Decurionato di Torre Annunziata che dovette provvedere ad ultimare i lavori.

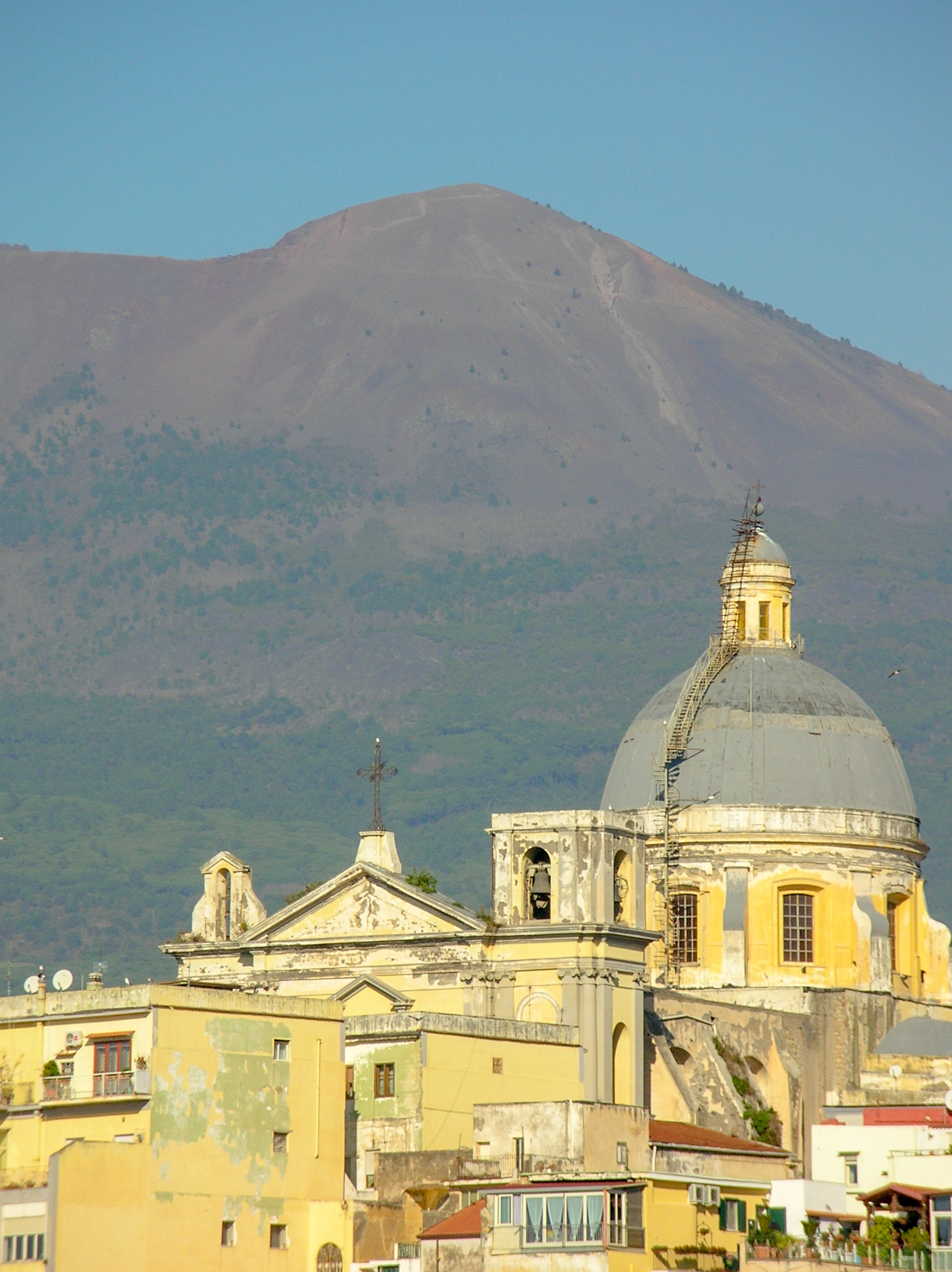
La cupola con il Vesuvio sullo sfondo

Un nuovo stop al completamento avvenne nel novembre del 1820, quando si verificò il crollo della cupola. Per completare l'opera i lavori furono affidati all'architetto Giuliano de Fazio, il quale apportò delle varianti al progetto originale. Nonostante i lavori non fossero stati del tutto ultimati, l'edificio fu aperto culto il 17 maggio 1834, quando alla presenza del Cardinale Filippo Giudice Caracciolo, il Santissimo Sacramento fu trasportato dalla vecchia sede alla nuova.

Nel 1858 nonostante dei lavori di restauro eseguiti tre anni prima, la chiesa fu dichiarata inagibile. Nel maggio 1870 il comune ne affidò il restauro per la messa in sicurezza all'ingegnere Domenico Zainy, appaltando i lavori a Raffaele Volpe per 75000 lire. La cupola fu terminata nel 1872, mentre nel 1878 furono affrescati i pennacchi della crociera e la volta della navata. Il 1º febbraio 1880, il Cardinale Guglielmo Sanfelice consacrò la nuova sede parrocchiale ed il giorno 8 celebrò una solenne messa pontificale.

Nel 1935 furono restaurati gli affreschi e furono fuse due nuove campane, benedette dal Cardinale Alessio Ascalesi, ma subì pesanti danneggiamenti sia nel 1940 durante la seconda guerra mondiale, sia nel 1946 a causa della devastante esplosione avvenuta nella Stazione di Torre Annunziata Marittima, che causò il completo distacco degli affreschi della volta. Ulteriori danneggiamenti ci furono durante il disastroso terremoto del 1980.

Nel 2019 furono eseguiti lavori di restauro per sistemare il degrado dovuto all'usura del tempo e all'aria salmastra del mare posto a pochissima distanza, inoltre furono eliminate delle infiltrazioni di acqua piovana.

## Descrizione

### Esterno

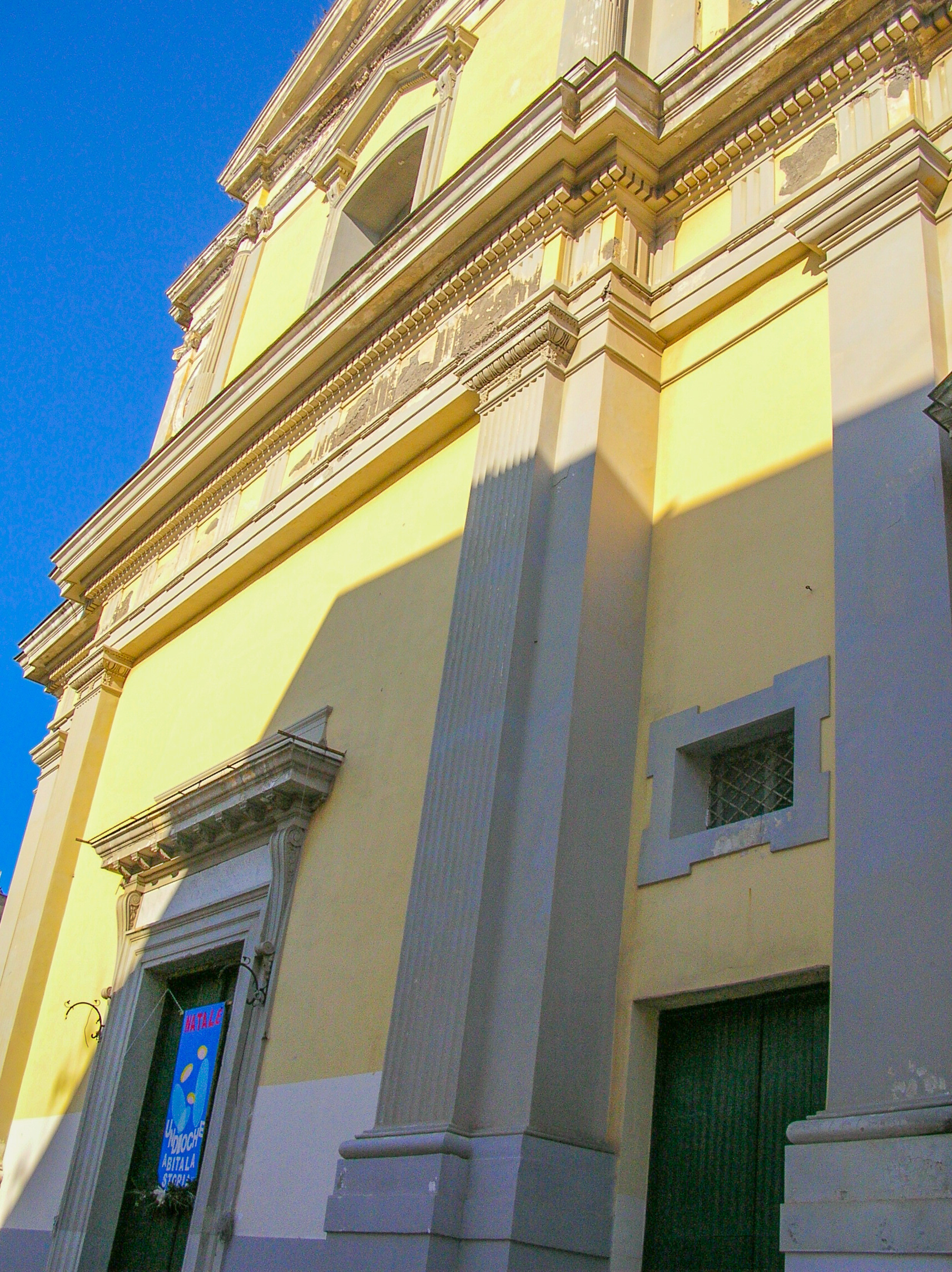
Particolare della facciata del Santuario

Il Servo di Dio Giuseppe Ottone le cui spoglie riposano all'interno del Santuario

L'imponente facciata è composta da due ordini separati da un'alta architrave decorata a metope, orizzontalmente ci sono tre alte paraste scanalate, tranne quella di mezzo. La parte centrale, in cui trova posto l'ingresso principale dotato di cornice a stucco ed architrave, fuoriesce rispetto a quelle laterali, anch'esse provviste di un ingresso più basso rispetto al centrale, ma dotati di un finestrino con cornice che ne compensa la differenza di l'altezza.

L’ordine superiore dotato di un’ampia apertura centrale, è sormontato da un timpano spezzato, ai cui lati, al di sopra degli ingressi laterali, trovano posto due nicchie rettangolari in cui vi sono, a destra la statua della Vergine Maria, a sinistra quella di Gesù. Al di sopra di ogni statua è posta una pannellatura circolare, quella di sinistra è il quadrante di un orologio in ceramica.

In alto a sinistra è posto un piccolo torrino, al centro un timpano triangolare, mentre a destra c'è la torre campanaria contenente una campana di dimensioni ridotte.

Il sagrato è in pietra lavica, ed è delimitato da una balaustra in pilastrini di marmo bianco realizzati dall'architetto Solimene su disegno dell'architetto Robbeo.

### Interno
L'interno, con pianta a croce latina, presenta un'unica navata lunga 58,20 metri e larga 12,70 con quattro cappelle per ogni lato delimitate da alte colonne. Nelle prime cappelline, a destra è conservato un antico sarcofago in marmo, a sinistra c'è il fonte battesimale, in quella centrale sinistra c'è la scala che conduce all'ipogeo, in quella destra è conservato un quadro che fu donato da Ferdinando II, di cui se ne ignora l'autore. In stile bizantino risalente al XIV secolo, in esso è raffigurata la Vergine Maria circondata dagli Apostoli.

L'incrocio del transetto con la navata è delimitato da alte colonne nei quattro angoli, le quali sorreggono il tamburo che regge la cupola, la quale è caratterizzata dalla presenza della lanterna. A sinistra prima del transetto c'è un'uscita che dà su via Talamo, a destra si accede ai locali della sagrestia. Ai lati del presbiterio ci sono ambienti comunicanti con via Domenico Cirillo. La pavimentazione è interamente in marmo bardiglio.

Negli anni settanta fu collocata una mensa al centro del presbiterio e sui gradini che portano ad esso fu collocato l'ambone. Sull'altare trova posto un quadro di Achille Iovane dipinto nel 1850, che rappresenta la discesa dello Spirito Santo.